# Mary Bell (Kindermörderin)
Mary Flora Bell (* 26. Mai 1957 in Newcastle upon Tyne, England) ist eine britische Kindermörderin. Sie wurde 1968 im Alter von elf Jahren wegen Totschlags an zwei Kleinkindern zu lebenslanger Haft verurteilt. Bei Erreichen des 23. Lebensjahrs wurde sie auf Bewährung entlassen. Sie lebt mit ihrer Tochter und ihrem Lebensgefährten an der englischen Südküste.

## Soziales Umfeld
Marys Mutter Betty Bell gebar 1957 im Alter von 17 Jahren ihre erste Tochter Mary Flora Bell, die sie nie lieben und annehmen konnte. Mary Bell wuchs in Newcastle upon Tyne in der sogenannten Scottswood Area auf, einem heruntergekommenen Sozialwohnungsviertel. Ihre Mutter, die sie bereits bei der Geburt weggeben wollte, arbeitete hier als Prostituierte. Verheiratet war sie mit einem Kleinganoven, der nicht Marys Vater war. Mehr als einmal versuchte die Mutter, ihre Tochter wegzugeben, um vor ihrer Familie zu behaupten, Mary sei ein Unglück zugestoßen und sie sei gestorben. Als Mary drei Jahre alt war, wurde sie von ihrer Mutter beinahe aus dem Fenster im dritten Stock geworfen, ihr Onkel rettete sie aber in letzter Sekunde.
Mary Bell unterdrückte schon als Kind oftmals ihre Gefühle. Sie gebärdete sich äußerst gewalttätig gegenüber anderen Kindern und sogar Erwachsenen.
Während ihrer Kindheit wurde sie von ihrer Mutter häufig seelisch und körperlich misshandelt. Sie wurde zweimal wegen einer Vergiftung ins Krankenhaus eingeliefert, und es bestand der Verdacht, dass ihre Mutter ihr absichtlich Tabletten verabreicht hatte, um sie zu vergiften. Marys Mutter verprügelte sie nahezu jeden Tag heftig und verschenkte sie außerdem zweimal auf der Straße an wildfremde Frauen. Ab dem Alter von fünf Jahren wurde sie gezwungen, mit den Freiern ihrer Mutter Oralsex auszuüben, oder wurde für andere sexuelle Handlungen missbraucht. Ebenfalls zu dieser Zeit wurde sie Zeugin, wie ihre Freundin von einem Bus überfahren wurde.
Im Kindergarten, den sie seit 1961 besuchte, blieb sie eine Einzelgängerin. Ihre Kindergärtner berichteten später, dass sie extrem frech gewesen sei und die anderen Kinder, von denen sie gehänselt worden sei, getreten, geschlagen und gekniffen habe. Sie hatte ein extremes Profilierungsbedürfnis und erfand ständig Geschichten. Hier simulierte sie auch zum ersten Mal das Erwürgen eines anderen Kindes. Dieses Verhalten behielt sie auch später in der Schule bei, zusätzlich fiel sie durch Vandalismus und Diebstahl auf.

## Morde
Am 25. Mai 1968 erwürgte die zehnjährige Mary Bell in einem leerstehenden Haus den vierjährigen Martin Brown. Als er von drei Jungen gefunden wurde und sich zur Hilfe herbeigeeilte Bauarbeiter im Haus befanden, kam Mary Bell mit ihrer dreizehnjährigen Freundin Norma Bell (keine Verwandtschaft) vorbei, um ihr die Leiche zu zeigen. Die Bauarbeiter geboten ihr, zu verschwinden. Die zwei gingen zu Martins Tante und berichteten ihr, dass ihr Neffe tot aufgefunden worden sei.
Martin Brown wurde auf dem Rücken liegend gefunden, die Wange und das Kinn mit Blut und Speichel verschmiert. Da die Polizei keine weiteren Anzeichen von Gewalt entdeckte, glaubte sie an einen Unfall. Der Fall wurde deshalb nicht von Fachleuten untersucht.
Später besuchten die zwei Mädchen die Tante und bedrängten sie seelisch. Sie fragten sie wiederholt hämisch grinsend: „Vermisst du Martin? Hast du um ihn geweint?“ Die Tante forderte die Mädchen auf, zu verschwinden und nie mehr wiederzukommen. Vier Tage nach dem Mord besuchte Mary Bell, diesmal alleine, auch die Mutter des Opfers. Sie fragte, ob sie Martin sehen könne. Als die Mutter zur Antwort gab, Martin sei tot, sagte sie grinsend, das wisse sie, sie wolle ihn in seinem Sarg sehen.
Am Sonntag nach dem Mord, an ihrem elften Geburtstag, versuchte Mary Bell, die kleine Schwester ihrer Freundin Norma Bell zu erwürgen. Allerdings konnte der Vater des Opfers dies verhindern. Am selben Abend drangen die zwei Mädchen in eine Schule ein. Sie verschütteten Putzmaterial am Boden, zerstörten Schulinventar und hinterließen Zettel, auf denen gekritzelt stand, sie hätten Martin Brown ermordet und würden weitere Morde folgen lassen. Unterschrieben waren die Zettel mit Fanny and Faggot (Möse und Schwuchtel). Die Polizei sah dies als üblen Scherz an. Spätere Bekenntnisse, sie habe Martin Brown ermordet, wurden der notorischen Aufschneiderin und Geschichtenerfinderin Mary Bell nicht geglaubt.
Ende Juli ging Mary Bell zum Haus der Familie Howe und behauptete, Norma Bell habe Martin Brown erwürgt. Ihr wurde nicht geglaubt. Am 31. Juli 1968 erwürgte sie zusammen mit Norma Bell den Jüngsten der Howe-Familie, den dreijährigen Brian Howe, in einer verlassenen Blocksiedlung. Sie ritzten dem Toten mit einer Rasierklinge den Buchstaben „M“ in den Bauch, schnitten ihm einige Haare ab und häuteten seine Genitalien teilweise. Später versuchten sie, Brians ältere Schwester, die auf der Suche nach ihm war, an den Tatort zu lotsen, was aber misslang. Erst um 23:10 Uhr wurde dann Brian Howe von der Polizei gefunden.
Der Polizei erzählte Mary Bell Details vom Fundort und versuchte, den Verdacht auf einen Jungen der Nachbarschaft zu lenken, der aber ein Alibi hatte. Trotzdem wagte niemand tatsächlich, die elfjährige Mary Bell des Verbrechens zu verdächtigen, bis Norma Bell vor der Polizei ihre Freundin des Mordes bezichtigte.

## Verhör und Prozess
Am 6. August, einen Tag vor Brian Howes Beerdigung, holte die Polizei die elfjährige Mary Bell um Mitternacht aufs Polizeirevier zur Vernehmung, die aber ergebnislos verlief. Als sie am nächsten Tag an Brian Howes Beerdigung auftauchte und dort spöttisch lachend und händereibend gesehen wurde, wurde sie erneut zum Verhör geladen. Nun gab sie zwar zu, Zeugin des Mordes gewesen zu sein, gab aber an, sie habe versucht, das Ganze zu verhindern, und Norma Bell sei die Initiantin des Ganzen gewesen. Daraufhin wurde Norma Bell verhaftet und ebenfalls unter Anklage gestellt.
Zu diesem Zeitpunkt begann die Polizei, auch bezüglich des als verunfallt geltenden Martin Brown zu ermitteln. Schnell kristallisierte sich heraus, dass Mary Bell als Täterin in Frage kam.
Die Gefängniswärter und der Gerichtspsychiater beschrieben Mary Bell als ausgesprochen „intelligent, aber manipulativ und gefährlich“.
Am 5. Dezember 1968 begann der neuntägige Prozess gegen Mary Bell und Norma Bell. Er wurde von einem für die damalige Zeit großen Presseaufgebot verfolgt. Während des Prozesses beschuldigten sich die Mädchen gegenseitig, wobei Norma Bells Versionen plausibler klangen. Auch das Verhalten Mary Bells vor und nach den Morden bestätigte sie als Haupttäterin, ebenso Aufzeichnungen über die Verbrechen, die Mary Bell in einem Notizbuch hinterlassen hatte. Dazu kam, dass Norma Bell durch ihr herzerweichendes Benehmen bei Gericht deutlich mehr Sympathien bei den Geschworenen gewann als die kühl und zeitweise aggressiv agierende Mary Bell. So wurde Mary Bell am 13. Dezember 1968 von den Geschworenen des zweifachen Totschlags für schuldig befunden und zu lebenslanger Haft verurteilt. Norma Bell wurde freigesprochen, aber später wegen des Einbruchs in die Tagesschule zu drei Jahren Haft auf Bewährung verurteilt und unter psychiatrische Aufsicht gestellt.

## Inhaftierung
Da es in England keine Institutionen gab, um Mörder im Kindesalter einzusperren, und Mary Bell für die Kinder eines normalen Erziehungsheims zu gefährlich war, wurde sie im Februar 1969 in einem geschlossenen Internat für Jungen untergebracht. Dort blühte Mary Bell auf und sah den Internatsleiter als Ersatzvater an. In der Zwischenzeit verkaufte ihre Mutter Marys Geschichte an die Presse.
Mit 16 Jahren, im November 1973, wurde sie dann gegen den Widerstand des Internatsleiters in ein Frauengefängnis überstellt. Dort fiel sie in alte Verhaltensmuster zurück.
Als sie 1977 in ein Minimalsicherheitsgefängnis gebracht wurde, brach sie aus und verlor ihre Jungfräulichkeit an einen jungen Mann, der dies nach ihrer Wiedereinsperrung in den Zeitungen breittrat.
1980 wurde Mary Bell im Alter von 22 Jahren aus der Haft entlassen.

## Nachgeschichte
Nach ihrer Entlassung zog Mary Bell mit einem Mann zusammen, den sie 1984 heiratete. Bald darauf gebar sie eine Tochter. Als die Ehe 1988 in die Brüche ging, zog sie mit einem anderen Mann und ihrer Tochter in ein Dorf im Nordosten Englands. Die Nachbarn, die ihre Vergangenheit in Erfahrung brachten, demonstrierten vor ihrem Haus und forderten sie auf, ihr Dorf zu verlassen. Artikel des Boulevardblattes The Sun trugen zur aufgeheizten Stimmung bei. Unter neuem Namen zogen die drei an die englische Südküste und verboten der Presse gerichtlich, ihren neuen Aufenthaltsort bekanntzugeben.
1998 machte Mary Bell erneut Schlagzeilen, als ein Buch über ihren Fall erschien (Gitta Sereny: Cries Unheard, zu deutsch: Schreie, die keiner hört). Die Tatsache, dass ihr für die Mitarbeit 15.000 Pfund bezahlt wurden, werteten Politiker und Presse als Profitausschlachtung eines Verbrechens. Eiligst wurden Gesetze erlassen, die den Kauf von Geschichten von Verbrechern verbieten. Einige Labour-Parlamentarier forderten sogar ein Verbot des Buches.

## Trivia
Das Lied Lookout, Lookout des US-amerikanischen Musikers Perfume Genius bezieht sich auf die Geschichte Mary Bells. Auch die US-amerikanische Death-Metal-Band Macabre bezieht sich in dem Song Mary Bell auf ihrem 1993 erschienenen Album Sinister Slaughter auf Mary Bell. Ebenso beschäftigt sich die NDH-Band Oomph! in ihrem Lied Mary Bell auf dem Album XXV mit dem Fall.